# Balthasar Klein
Balthasar Klein (* in Naumburg; † 1556) war ein Mediziner und Akademiker.

## Frühes Leben und Ausbildung
Klein immatrikulierte sich am 11. Mai 1534 an der Universität Wittenberg, wo er im September 1537 den Grad eines Magisters erwarb. Im Wintersemester 1540 wechselte er als Magister nach Leipzig, nachdem er 10 Groschen für die Einschreibung bezahlt hatte. Unter dem Dekan Sebastian Roth graduierte er am 28. Mai 1548 zum Lizentiaten und wurde am 12. Dezember 1548 zusammen mit Wolfgang Meurer und Blasius Thammüller zum Dr. med. promoviert.

## Berufliche Laufbahn
Nach seiner Promotion im Dezember 1548 nahm Klein verschiedene Ämter an der Universität Leipzig wahr. Am 24. November 1551 wurde er zum Leibarzt des Kurfürsten August von Sachsen und dessen Tochter Eleonore bestellt, allerdings nur für ein Jahr. 1553 übernahm Klein das Amt des Vizekanzlers von Caspar Neefe, der zu diesem Zeitpunkt als Leibarzt in Dresden tätig wurde. Im September 1556 ist Klein als Examinator dokumentiert und im folgenden Monat als Promotor von Bakkalaren. Er verstarb noch im selben Jahr.

## Geschäftliche Unternehmungen
Am 20. Januar 1553 erwarb Klein als Treuhänder für den Kurfürsten August einen Anteil an einem Bergwerk über 4000 Taler. Der Kauf umfasste das alleinige Eigentum an einem Pochwerk, einer Schmelzhütte, einem Haus und einer Wiese. Ursprünglich für sich selbst gedacht, bat Klein später den Kurfürsten, das Objekt zu übernehmen und ihm die versprochene Vergütung sowie den Ersatz des Kaufpreises zu überlassen. Der Kurfürst hatte finanzielle Probleme und gestattete Klein, den Nutzen vorerst zu behalten.

## Familie
Balthasar Klein war mit Margarethe Schantz verheiratet, wobei das genaue Hochzeitsdatum unbekannt bleibt. Das Paar hatte vermutlich fünf Söhne. Zwei davon, Balthasar und Conrad, immatrikulierten sich im Sommersemester 1552 an der Universität Leipzig. Zwei andere Söhne hießen Paul und Caspar. Ein weiterer Sohn, Hieronymus (* 1553 in Leipzig; † 1594 in Zeitz), setzte die medizinische Tradition der Familie fort. Er absolvierte 1577 sein Magisterstudium in Wittenberg und promovierte am 4. Juni 1583 an der Universität Basel zum Dr. med. unter der Leitung von Thomas Erast und war anschließend als Arzt in Freiberg und Stadtarzt in Zeitz tätig. Hieronymus heiratete Anna Wildeck  († 1598). Ihr Vater, Eusebius Wildeck, war seit 1558 Ratsherr und Stadtarzt in Zwickau. Nach dem Tod von Hieronymus Klein heiratete Anna Wildeck Zacharias Brendel den Älteren (* 1553; † 1626), welcher der Vater von Zacharias Brendel dem Jüngeren war.